# Joel Prieto
Joel Prieto (* 1981 in Madrid) ist ein spanischer Opernsänger (Tenor).

## Leben
Prieto wuchs in Puerto Rico auf. Im Alter von fünf Jahren begann er das Violinspiel zu lernen. Später studierte er Musik an der Manhattan School of Music und war Mitglied im Atelier Lyrique der Pariser Oper. Von 2006 bis 2008 gehörte er dem Ensemble der Deutschen Oper Berlin an und trat in Wien zusammen mit Plácido Domingo auf. Im Jahr 2009 trat er bei den Salzburger Festspielen auf.
2008 gewann er beim von Plácido Domingo ins Leben gerufenen Operalia-Wettbewerb den ersten Preis, den Zarzuela-Preis sowie den CulturArte-Preis.